# Rubus intermittens
Rubus intermittens är en rosväxtart som beskrevs av Friedrich Franz August Albrecht Bolle. Rubus intermittens ingår i släktet rubusar, och familjen rosväxter. Inga underarter finns listade i Catalogue of Life.